# Bani Wallams
Bani Wallams – miejscowość w Egipcie, w muhafazie Al-Minja, w dystrykcie Maghagha. W 2006 roku liczyła 9874 mieszkańców.